# Nicolas Dupont-Aignan

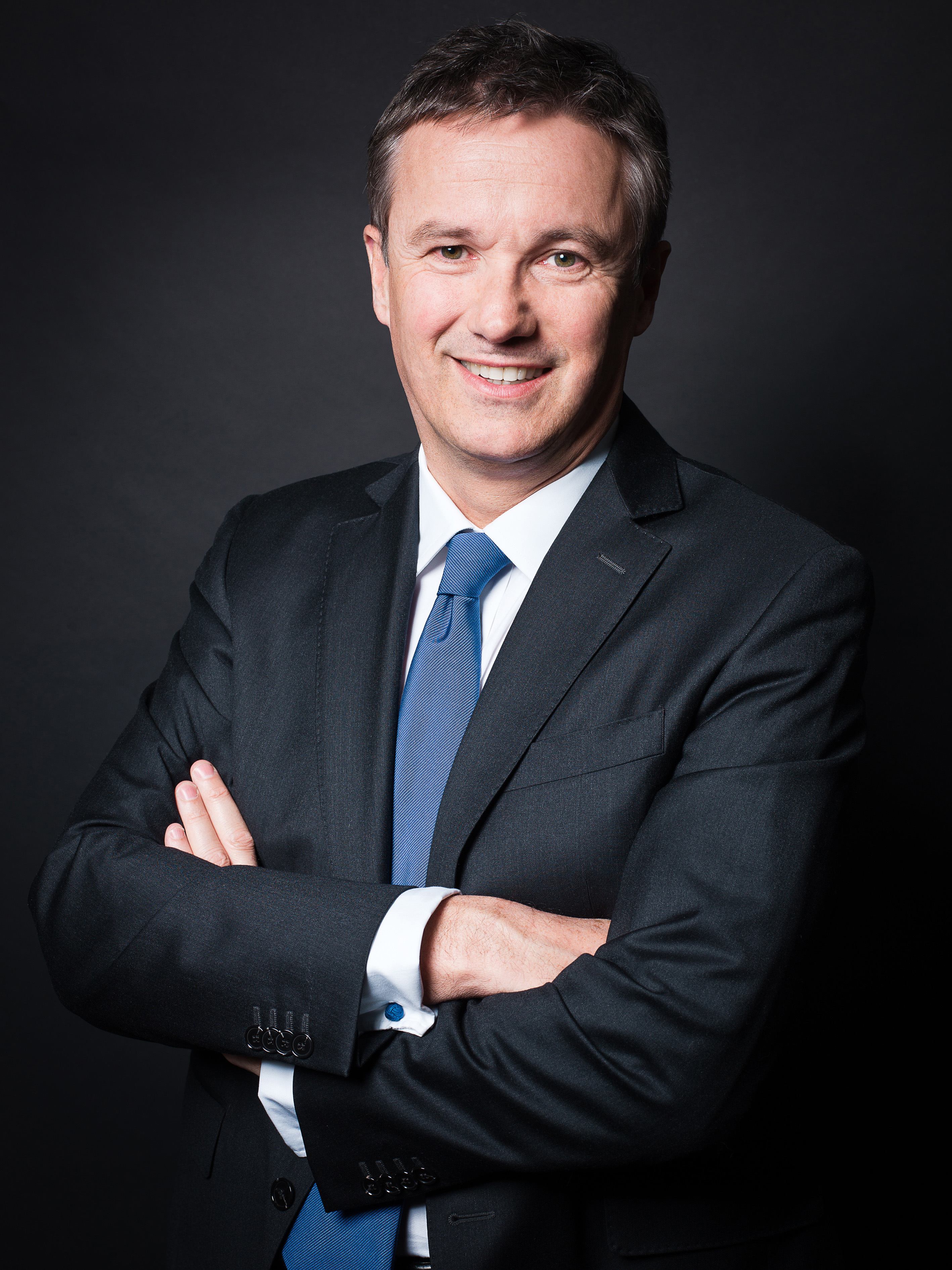
Nicolas Dupont-Aignan in 2011.

Nicolas Dupont-Aignan (Parijs, 7 maart 1961) is een Frans politicus.
Dupont-Aignan is sinds 1995 burgemeester van de gemeente Yerres, achtereenvolgens namens de RPR, de RPF, de UMP en momenteel namens de partij Debout la République (DLR).
DLR was aanvankelijk een gaullistische stroming binnen de RPR en UMP en is sinds 2008 een onafhankelijke partij.
Zowel in 2001 als in 2008 werd hij als burgemeester met meer dan 75% procent van de stemmen herkozen.
Sinds 1997 is Dupont-Aignan tevens lid van het Franse parlement namens het departement Essonne.
In 2005 voerde Dupont-Aignan actief campagne tegen het Verdrag tot vaststelling van een Grondwet voor Europa, dat vervolgens door een meerderheid van de Fransen per referendum werd verworpen. In zijn boek J'aime l'Europe je vote Non (Ik hou van Europa, ik stem Nee) legde hij uit waarom hij als voorstander van een soeverein Frankrijk in een zelfbewust en onafhankelijk Europa tegen de voorgestelde Europese grondwet was.
Bij de Europese verkiezingen in juni 2009 bleef DLR steken op 2 procent van de stemmen in de regio Île-de-France. In de eerste ronde van de Franse regionale verkiezingen in maart 2010 behaalde DLR met Dupont-Aignan als lijsttrekker in dezelfde regio ruim 4 procent van de stemmen.

Bij de presidentsverkiezingen van 2012 haalde Dupont-Aignan 1,79 procent van de stemmen.

## Publicaties
- L’Europe va dans le mur. Elle accélère. Et elle klaxonne !, Ed. L'Archipel, (2004) ISBN 2841876047
- Ne laissons pas mourir la France in samenwerking met Paul-Marie Coûteaux, Ed. Albin Michel, (2004) ISBN 2226142177
- J'aime l'Europe je vote Non, Ed. François-Xavier de Guibert, (2005) ISBN 2755400218
- Osons la France, ISBN 2914759045
- Français, reprenez le pouvoir !, Ed. L'archipel, (2006) ISBN 2841878309
- Le Coup d’État simplifié, Ed. du Rocher, (2008). ISBN 978-2268065434
- Le petit livre mauve Ed. InLibroVeritas, (2009)
- L'euro, les banquiers et la mondialisation : L'arnaque du siècle, Ed. du Rocher, (2011)